# Mère Arménie
Pour les articles homonymes, voir Parc de la Victoire.
Mère Arménie (en arménien : Մայր Հայաստան, Mayr Hayastan) est un monument situé dans le parc de la Victoire à Erevan, en Arménie, constitué d'un musée militaire, d'une tombe du Soldat inconnu et de la statue.

## Histoire
Sous la domination de Staline durant l'Union soviétique, Grigor Haroutiounian, premier secrétaire du comité central du Parti communiste arménien, et les membres du gouvernement d'alors font construire un monument géant à la gloire du dictateur. La statue est sculptée par Serguei Merkurov et la construction du socle confiée à l'architecte Rafael Israelian. Ce dernier, pensant qu'une statue n'était qu'un honneur temporaire, dessine pour socle un monument aussi important que la statue qu'elle porte. Le socle est construit comme une église (du moins l'intérieur), s'inspirant de l'église Sainte-Hripsimé d'Etchmiadzin. Le monument est inauguré le 29 novembre 1950.
La statue est déboulonnée en 1962 et n'est remplacée par l'actuelle, œuvre d'Ara Haroutiounian, qu'en 1967.

## Caractéristiques

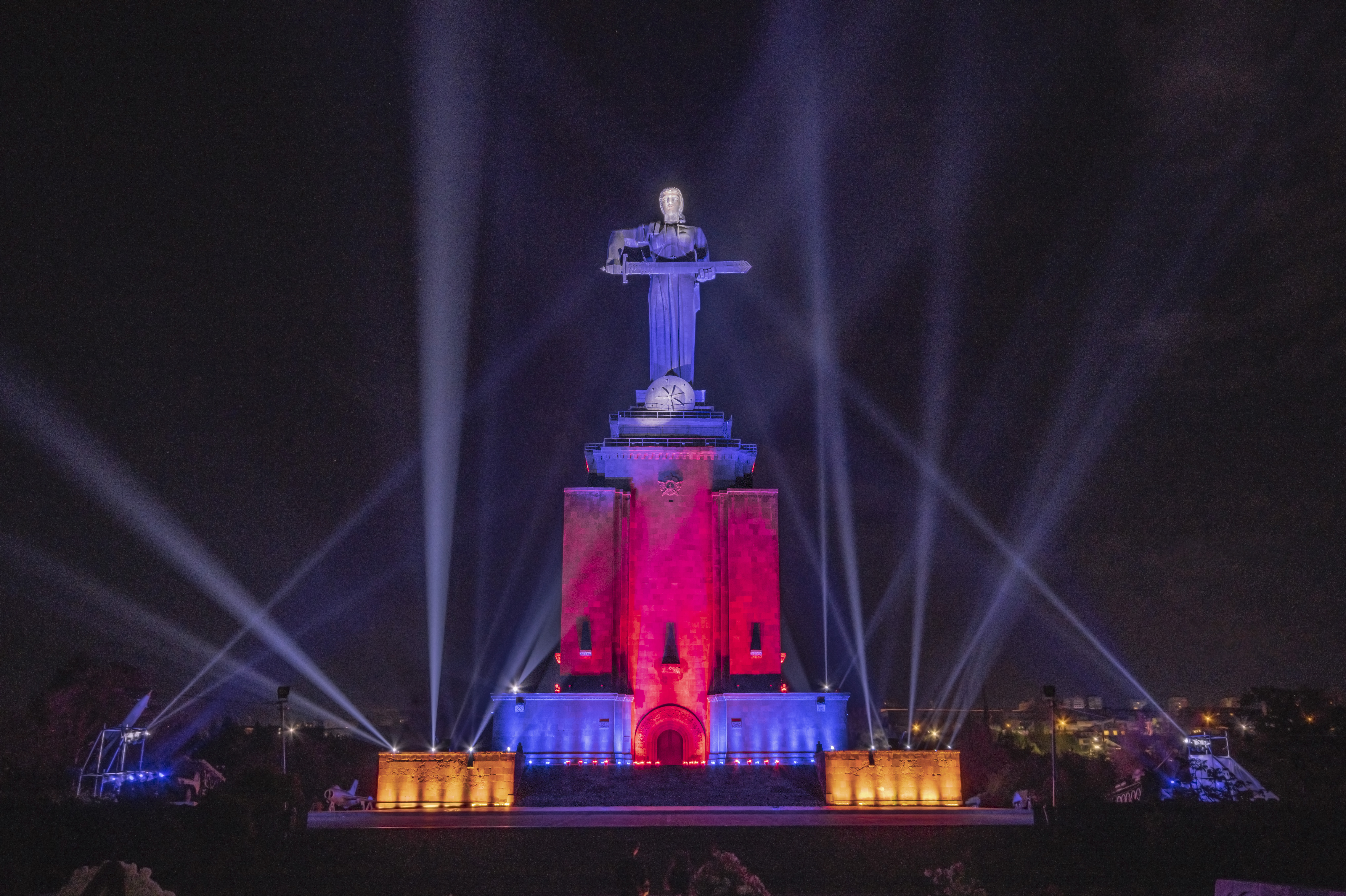
Mère Aménie en nocturne. Mai 2020.

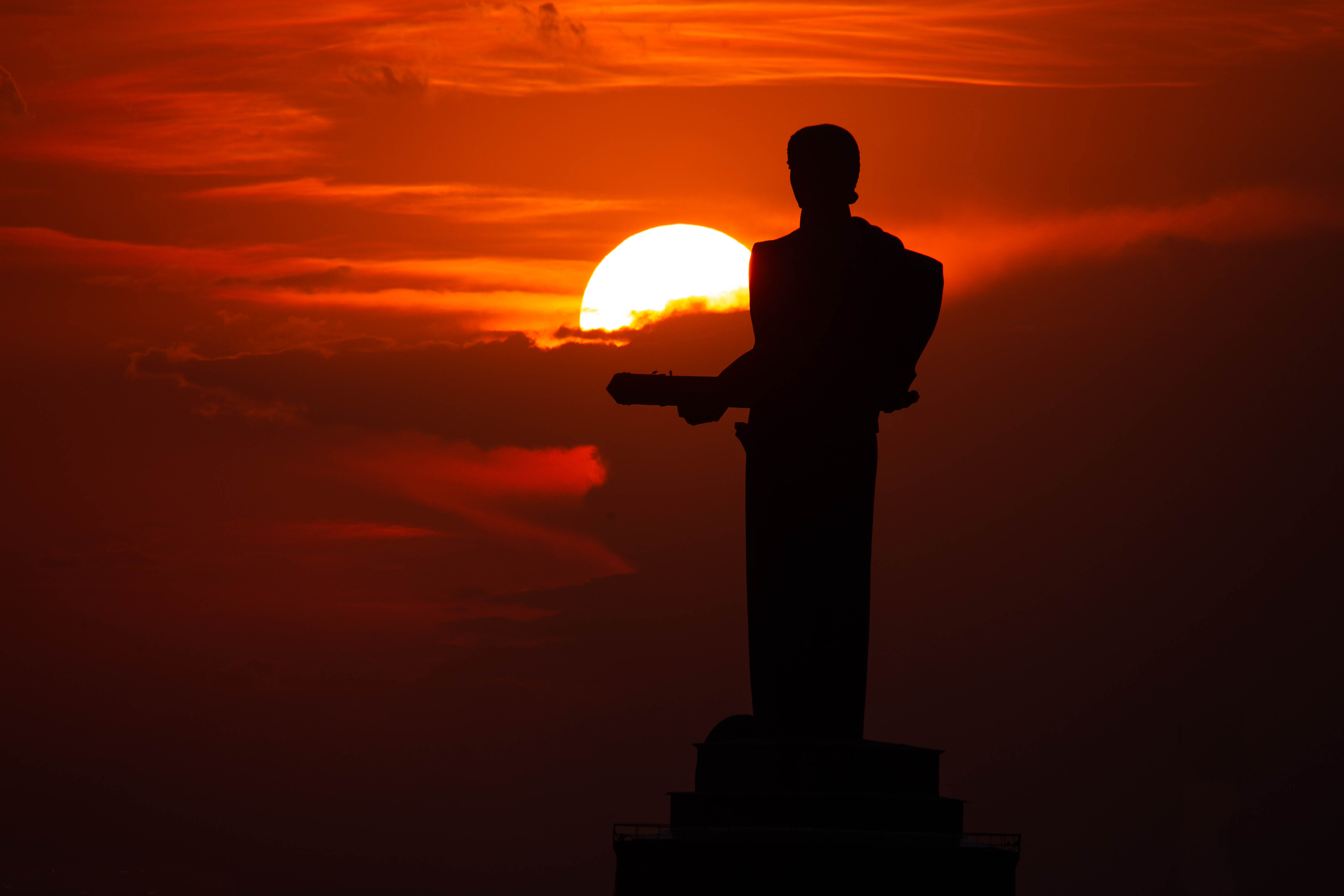
Silhouette de mère Arménie. Septembre 2020.

La situation stratégique du monument dans le parc de la Victoire, sur une des collines d'Erevan, donne véritablement le sentiment que la Mère Arménie veille sur toute la ville. Il occupe une surface de 3 000 m2 au cœur de ce grand parc érévanais.
Le socle de 29 mètres de haut abrite un musée sur 5 étages, le musée militaire du ministère de la Défense. Il est principalement consacré à l'héroïsme des 650 000 Arméniens ayant participé à la Seconde Guerre mondiale et des militaires de la guerre du Haut-Karabagh et est ouvert aux visiteurs du mardi au vendredi, de 10 à 17 h, et du samedi au dimanche, de 10 à 15 h. La statue, plus petite, fait 22 mètres de haut.